# 菊川市立岳洋中学校
菊川市立岳洋中学校（きくがわしりつ がくようちゅうがっこう）は、静岡県菊川市にある公立中学校。通称は岳中（がくちゅう）。

## 概要
生徒数388人。
学級数は14（うち特別支援学級2）。
周辺にある小笠北小学校、小笠南小学校、小笠東小学校の児童が進学する。

## 沿革
- 1949年（昭和24年）
  - 4月1日 - 平田・小笠・南山中学校を統合し、「平田村外二ヵ村組合立岳洋中学校」として開校[3]。
  - 12月26日 - 校舎を落成し、分校を廃止[4]。
- 1954年（昭和29年）3月31日 - 小笠町発足により、「小笠町立岳洋中学校」に改称[5]。
- 1961年（昭和36年）9月4日 - 下平川5430番地に新校舎を落成し、3年生を収容[4]。
- 1962年（昭和37年）1月25日 - 新校舎建設工事が完了し、全面移転[4]。
- 1966年（昭和41年）1月21日 - 体育館を落成[4]。
- 1967年（昭和42年）8月7日 - 完成した町民プールを併用開始[4]。
- 1968年（昭和43年）7月5日 - 低気圧により洪水が発生し、建物が浸水する（被害額59.4万円）[6]。
- 1971年（昭和46年）2月4日 - 体育部室を落成[4]。
- 1973年（昭和48年）5月1日 - 完全給食を開始[4]。
- 1982年（昭和57年）9月12日 - 台風18号により校舎および体育館が浸水する[5]。
- 1983年（昭和58年）3月24日 - 校舎改築のため、1・2年生を仮校舎へ収容[5]。
- 1984年（昭和59年）3月31日 - 新校舎を落成[5]。
- 2006年（平成18年）3月 - 新体育館を落成[7]。同月15日に落成式を挙行[8]。

## 学校行事
主な行事を記載。
1学期
- 4月 - 始業式、入学式、新入生歓迎会、前期生徒大会
- 5月 - 結団式、岳洋祭スポーツの部
- 6月 - 期末テスト
- 7月 - 生徒会選挙、三者面談、終業式
- 夏季休業

2学期
- 8月 - 始業式
- 9月 - 修学旅行（3年生）、職場体験（2年生）
- 10月 - 後期生徒大会、生徒会選挙
- 11月 - 岳洋祭合唱の部、期末テスト
- 12月 - 三者面談、終業式
- 冬季休業

3学期
- 1月 - 始業式
- 2月 - 学年末テスト
- 3月 - 修了式、卒業式、離任式

## 施設概要
主な施設。
- 校舎 - 1984年竣工。
- 体育館 - 2006年竣工の鉄骨造（一部鉄筋コンクリート造）平屋建て。建築面積2,153.72 m2、延床面積1,782.51 m2。設計はプロット建築設計事務所が手掛け、増田組が施工した[10][7]。既存体育館（1966年竣工[4]）の老朽化が進行していたことから建設された[7]。隣接する運動場との一体化を図るため、南側の開口部はオーバースライダー式シャッターを採用し、さらに格納部をピロティー側に向けるなどして開放感を得られるように工夫されている。時間や季節の変化を感じられるように採光も工夫し、南北に大きな窓を設けたり差し掛け屋根の間からも光を取り入れられるようにした[7]。アリーナは、従来はバスケットボールコートが1面しか取れなかったのが、2面取れるようになった[11][8]。
- 運動場（校庭） - 18,437 m2[12]
- プール

## 学区
以下の大字が対象。
- 丹野、古谷、赤土、川上、目木、棚草、猿渡、高橋、河東、上平川、下平川、嶺田、大石、堂山新田

## アクセス

### バス
- 「JA遠州夢咲本店」停留所（菊川市コミュニティバス）から徒歩で約4分
- 「NOKフガクエンジニアリング前」停留所（静鉄バス）、「NOKフガクエンジニアリング北」停留所（菊川市コミュニティバス）から徒歩で約5分

### 自動車
- 菊川市中心部から県道37号経由で約15分

## 周辺
- 菊川市小笠体育館
- JA遠州夢咲本店
- 田子重小笠店

## 著名な出身者
- 渡辺翔太 - お笑い芸人（くらげメンバー）